# Olivier Bourbeau
Pour les articles homonymes, voir Bourbeau.
Olivier Louis Bourbeau, né le 2 mars 1811 à Poitiers et mort le 6 octobre 1877 dans la même ville, est doyen de la faculté de Poitiers et un homme politique français.

## Mandats et fonctions
- Ministre de l'Instruction publique du 17 juillet 1869 au 2 janvier 1870 dans le Gouvernement Louis-Napoléon Bonaparte (4)
- Député de la Vienne de 1848 à 1849, puis de 1869 à 1870.
- Sénateur de la Vienne (1876 à 1877).

## Sources
- « Olivier Bourbeau », dans Adolphe Robert et Gaston Cougny, Dictionnaire des parlementaires français, Edgar Bourloton, 1889-1891 [détail de l’édition]